# Robert Hübner
Robert Hübner (Colonia, 6 novembre 1948 – Colonia, 5 gennaio 2025) è stato uno scacchista tedesco, grande maestro.

## Carriera
È stato stato uno dei più forti giocatori tedeschi nel trentennio 1970-2000. All'apice della sua carriera era considerato il più forte giocatore tedesco dopo Emanuel Lasker. È diventato maestro internazionale nel 1969 e grande maestro nel 1971. Il suo punteggio Elo massimo è di 2.650.

### Individuale
Ha partecipato diverse volte al torneo dei candidati per il titolo mondiale. Nel match del 1971 a Siviglia contro Tigran Petrosjan pareggiò le prime sei partite, poi dopo aver perso la settima si ritirò per una polemica sulla rumorosità della sala di gioco.
Nel 1980 vinse nei quarti di finale contro András Adorján (+ 2 – 1 = 7), poi superò Lajos Portisch ad Abano Terme (+ 2 = 9). Nella finale dei candidati di Merano contro Viktor Korčnoj era in vantaggio dopo sei partite (+ 2 – 1 = 3), ma nella settima fece una svista in un finale pari e perse. Dopo aver perso anche l'ottava si ritirò. Pareggiò il match dei quarti di finale del 1983 a Velden am Wörther See contro Vasilij Smyslov (+ 1 = 12 - 1 dopo quattro partite supplementari), ma quest'ultimo fu più fortunato perché passò il turno per sorteggio. Nel 1991 fu eliminato nei quarti di finale (– 2 = 3) da Jan Timman.
Tra i suoi successi di torneo si ricordano le vittorie a Büsum 1968, Sombor 1970 e, alla pari con Ljubomir Ljubojević, nel torneo di Linares nel 1985.

### A squadre
Ha giocato per la Germania Ovest prima e per la Germania poi in undici olimpiadi, sei volte in 1ª scacchiera, con l'ottimo risultato complessivo del 66% (+ 48 = 65 – 9). Alle olimpiadi di Skopje 1972 vinse l'oro in 1ª scacchiera e inflisse a Petrosjan l'unica sconfitta subita in dieci olimpiadi e 129 partite. Alle olimpiadi di Novi Sad 1990 vinse l'oro per la miglior prestazione (2.734 punti Elo). Alle olimpiadi di Istanbul 2000 contribuì, giocando in 2ª scacchiera, al 2º posto della Germania, dietro alla Russia.
Ha vinto il campionato tedesco nel 1999. Con la squadra del "VIMAR Marostica" ha vinto il campionato italiano a squadre nel 2001, 2002, 2003, 2004 e 2007.

### Lascito
Una variante della difesa nimzo-indiana (1. d4 Cf6 2. c4 e6 3. Cc3 Ab4 4. e3 c5) prende il suo nome.

### Altre attività
Hübner era un esperto di papirologia e sapeva leggere i geroglifici. Parlava diverse lingue, tra cui correntemente il finlandese. Praticava anche lo xiangqi (scacchi cinesi) e il go.

## Partite notevoli
- Najdorf–Hübner, Wijk aan Zee 1971, Nimzoindiana var. Hübner E-41, su chessgames.com.
- Hübner–Gligorić, Olimpiadi di Skopje 1972, Neo-Grünfeld D-78, su chessgames.com.
- Hübner-Petrosyan, Olimpiadi di Skopje 1972, Siciliana Kan B-42, su chessgames.com.
- Portisch–Hübner, Bugojno 1978, Nimzoindiana E-45, su chessgames.com.
- Hübner–Korčnoj, Torneo dei candidati Merano 1980, Caro-Kann B-19, su chessgames.com.